# Alsønderup Kirke
Alsønderup Kirke hørte i middelalderen til Æbelholt Kloster og har siden hørt under både staten og kommunen, før den 1. april 1970 overgik til selveje. 

## Eksterne kilder og henvisninger
- Wikimedia Commons har flere filer relateret til Alsønderup Kirke
- Alsønderup Kirke hos KortTilKirken.dk
- Alsønderup Kirke hos danmarkskirker.natmus.dk (Danmarks Kirker, Nationalmuseet)